# We Are Here
"We Are Here" (Chúng ta ở đây) là một bài hát được thu âm bởi nghệ sĩ người Mỹ Alicia Keys. Nó được viết và sản xuất bởi Keys, Swizz Beatz, Mark Batson, và Harold Lilly. Bài hát ra mắt lần đầu tiên ở trang Facebook của Keys ngày 08 tháng 9 năm 2014, kèm theo một bài văn giải thích động lực và nguồn cảm hứng của Keys cho bài hát này.  Một bản ballad nhịp điệu nhanh, "Chúng  ta ở đây" mô tả sự thất vọng Keys với cả hai vấn đề quốc gia và quốc tế, bao gồm cả cuộc xung đột giữa Israel và Gaza 2014 và sự bùng nổ của virus Ebola, cũng như các vấn đề với giáo dục và luật súng ống ở Mỹ. Nó được phát hành bằng kỹ thuật số sau đó một tuần và Keys biểu diễn bài hát trong chương trình TV Mỹ "Today" vào ngày 15 tháng 9.
Sau khi phát hành bài hát, Keys phát động một phong trào, được gọi là phong trào We Are Here, kêu gọi một thế giới bình đẳng và công bằng hơn. Một số vấn đề xã hội mà phong trào phát huy là kết thúc đói nghèo và áp bức, quyền cho phụ nữ và trẻ em, và hoạt động môi trường. Trên trang web của phong trào, mọi người có thể đọc về và tặng cho 12 nhóm khác nhau, phấn đấu hướng tới, trong số những thứ khác, nâng cao quyền đồng tính, chống bất bình đẳng chủng tộc trong hệ thống tư pháp Mỹ, và cũng như tổ chức của cô, Keep a Child Alive (giữ lại cho Trẻ sự sống). Keys tặng 1 triệu $ tiền riêng mình chia đều cho 12 nhóm này.